# Plecia hadrosoma
Plecia hadrosoma är en tvåvingeart som beskrevs av Hardy och Takahashi 1960. Plecia hadrosoma ingår i släktet Plecia och familjen hårmyggor. Inga underarter finns listade i Catalogue of Life.